# Mülchi
Mülchi est une localité et une ancienne commune suisse du canton de Berne, située dans l'arrondissement administratif de Berne-Mittelland et la commune de Fraubrunnen.

## Histoire
Le 1er janvier 2014, Mülchi fusionne avec les communes de Büren zum Hof, Etzelkofen, Fraubrunnen, Grafenried, Limpach, Schalunen et Zauggenried. La nouvelle commune porte le nom de Fraubrunnen.

## Images

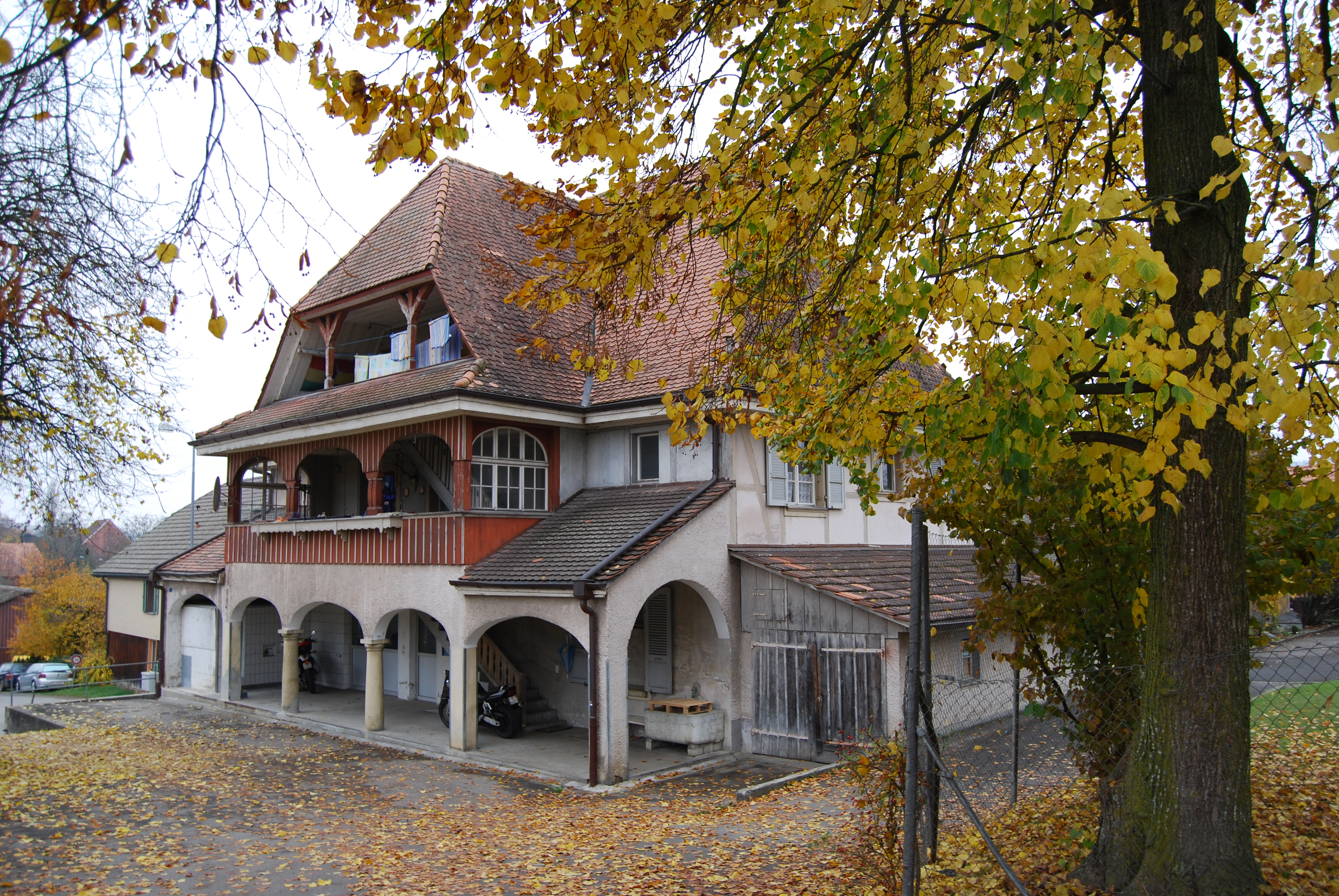
Maison campagnarde au centre de Mülchi.
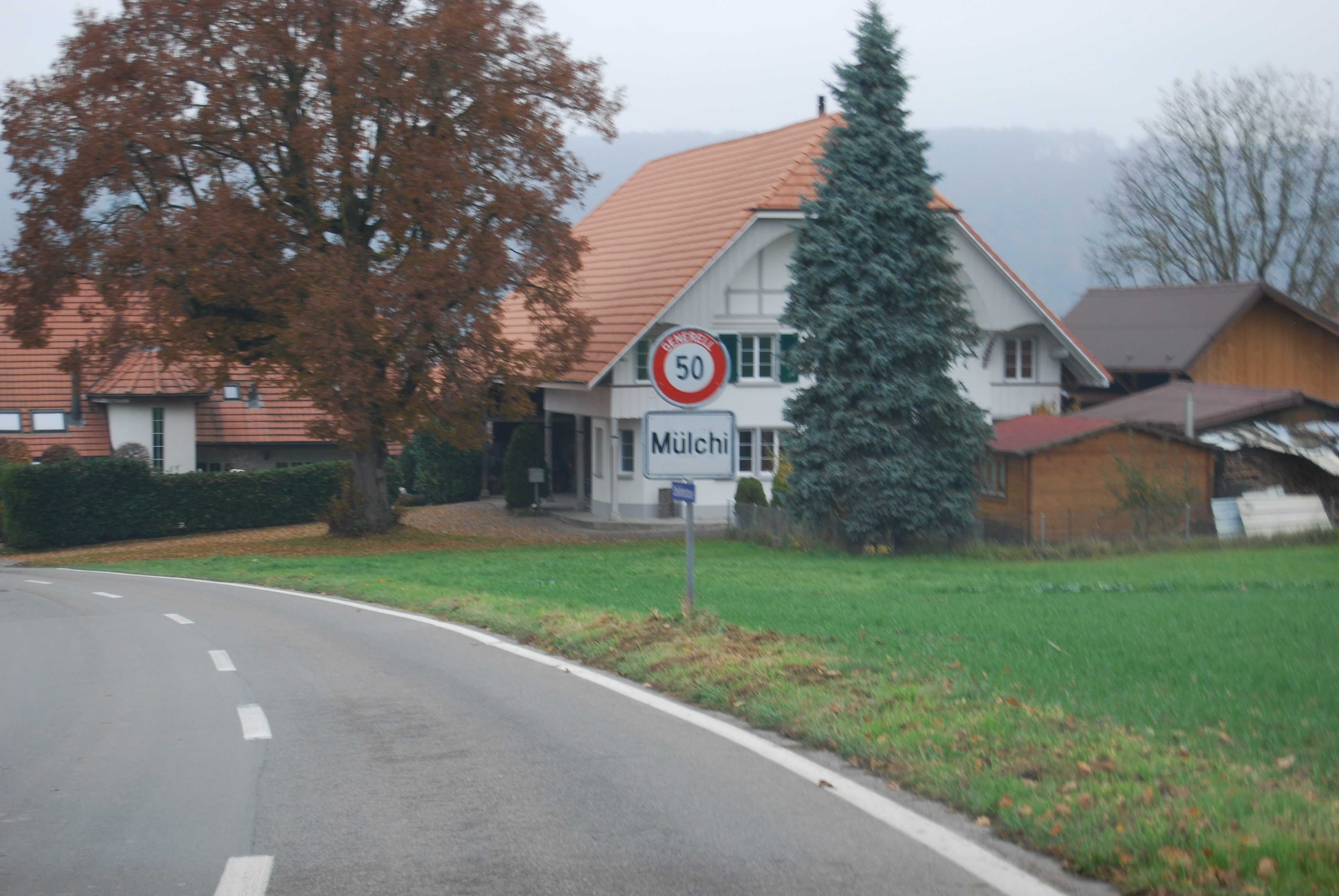
Entrée du village de Mülchi.